# Ribérac
Ribérac (en occitan Rabairac) là một xã của Pháp, nằm ở tỉnh Dordogne trong vùng Aquitaine của Pháp.

## Hành chính
| Danh sách các xã trưởng                |                  |                |      |                            |
| Giai đoạn                              | Giai đoạn        | Tên            | Đảng | Tư cách                    |
| 1971                                   | tháng 3 năm 2001 | Bernard Cazeau | PS   | bác sĩ                     |
| tháng 3 năm 2001                       | đương nhiệm      | Rémy Terrienne | PS   | viên chức tài chính về hưu |
| Tất cả các dữ liệu trước đây không rõ. |                  |                |      |                            |

## Thông tin nhân khẩu
| Năm    | 1962  | 1968  | 1975  | 1982  | 1990  | 1999  | 2007  |
| ------ | ----- | ----- | ----- | ----- | ----- | ----- | ----- |
| Dân số | 3 725 | 3 787 | 3 984 | 3 832 | 4 118 | 4 000 | 4 123 |